# Dearly Beloved
Dearly Beloved ist ein  Song, der von Jerome Kern (Musik) und Johnny Mercer (Text) geschrieben und 1942 veröffentlicht wurde.

## Verwendung des Songs und erste Aufnahme
Kern und Mercer schrieben den Song für das Filmmusical Du warst nie berückender (1942, Regie: William A. Seiter), in dem ihn Fred Astaire vorstellte. You Were Never Lovelier enthielt insgesamt sechs Kern-Mercer-Songs, von denen drei zu Klassikern wurden: der Titelsong, die romantische Ballade Dearly Beloved und I’m Old Fashioned; es blieb die einzige Kooperation von Jerome Kern und Johnny Mercer. vorgetragen wurde Dearly Beloved  in dem Film von Astaire und Rita Hayworth (deren Gesang von Nan Wynn synchronisiert wurde), begleitet vom Xavier Cugat Orchester. Gordon Jenkins leitete das Studioorchester für die Plattenaufnahme bei Capitol Records mit dem Bandvokalisten Johnny Johnston (Capitol 120).
Der Song wurde in der Kategorie Bester Song für einen Oscar nominiert, den schließlich 1943 Irving Berlin für den Song White Christmas erhielt.

## Coverversionen
Bereits Mitte 1942 entstanden zahlreiche Coverversionen des Songs in Aufnahmen der Orchester von Bob Crosby, Glenn Miller, Woody Herman, Benny Goodman, und Duke Ellington, die meisten Versionen wurden in aller Eile zwischen dem 24. und 31. Juli 1942 wegen des bevorstehenden Recording ban eingespielt. Glenn Millers Version mit dem Bandvokalisten Skip Nelson (Victor 27953) erreichte Position 4 der US-Charts, wo er zehn Wochen stand.  Auch Dinah Shore und Alvino Rey waren damit erfolgreich in den Hitparaden.
Ab Mitte der 1940er-Jahre nahmen den Song auch Lionel Hampton, Paggy Lee und June Christy auf, in Europa auch Bert Ambrose, Ted Heath, Reinhold Svensson, Putte Wickman und Tommy Whittle, was ihn zu einem populären Jazzstandard machte. Auch Musiker des Modern Jazz wie Charlie Parker (1952), Sonny Rollins (The Sound of Sonny, 1957, und erneut auf Our Man in Jazz, 1962), Donald Byrd, Herbie Mann, Gigi Gryce, Cal Tjader und Stanley Turrentine auf dem gleichnamigen Blue-Note-Album (1959) und John Coltrane (Sun Ship, 1966) nahmen sich des Songs an. Tom Lord listet 184 Coverversionen des Titels.